# Stockholmspolisens IF
Le Stockholmspolisens IF (ou Stockholmspolisens idrottsförening en suédois) est un club suédois omnisports situé à Stockholm et fondé en 1912.
La section de handball féminin a notamment remporté le championnat de Suède à douze reprises en 1974, 1975, 1976, 1977, 1979, 1980, 1981, 1982, 1983, 1984, 1985 et 1990 et la Coupe de Suède trois fois en 1980, 1983 et 1985.